# クライアン・シェイムス
クライアン・シェイムズ（The Cryan' Shames）は、イリノイ州ヒンズデール出身のアメリカのガレージ・ロック・バンド。元々はトラベラーズとして知られていたバンドは、ザ・プローラーズのトム・ドゥーディ（"Toad"）、ジェリー・ストーン（"Stonehenge"）、デイヴ・パープル（"Grape"）、ポッサム・リヴァーのデニー・コンロイ、そしてザ・ルースターズのジム・フェアーズ、ジム・ピルスター（"J.C.Hooke"、生まれつき左手がなくフックをつけていたことからこの名がついた）、ビル・ヒューズによって結成された。バンドで最も成功した曲は、ザ・サーチャーズの「シュガー・アンド・スパイス」のカヴァーだった。

## ヒストリー
1966年、別のバンドがすでに 「Tommy and the Travelers 」という名前を使っていることを知った彼らは、別の名前を探す必要があった。J.C.フックはそのバンドのトミー・クラインと面識があり、代わりに自分たちのバンドに参加しないかと誘った。クライン（発音はクライアン）が断ると、フックは「クライアンの恥だ」と言い、こうしてバンド名が決まった。クライアン・シェイムズがデスティネーション・ミュージックのプロモーション・マネージャー、ボブ・モナコと契約した後、彼らの最初のシングルはジョージ・ハリスンの曲「If I Needed Someone」になるはずだったが、出版上の問題でリリースされなかった（デビュー・アルバムには収録されていた）。その代わり、彼らの最初のシングルは、イギリスのグループ、ザ・サーチャーズが1963年にヒットさせたトニー・ハッチの曲「Sugar and Spice」だった。シェイムズのヴァージョンは全米49位、シカゴのラジオ（WLS）では4位を記録した。1966年末の直前にも、ジム・フェアーズ作曲の 「I Wanna Meet You」 b/w 「We Could Be Happy 」というシングルがリリースされた。このレコードはシカゴで1位、全米で85位を記録した
シェイムスは1966年にコロムビアと契約し、ザ・バーズの影響を強く受けたファースト・アルバムのリリースに力を入れた。彼らのアルバム『Sugar and Spice』はわずか2日間でレコーディングされたが、「We Gotta Get Out of This Place」や「Hey Joe」のような現代の人気曲のカヴァー・ヴァージョンによって強化された。1966年10月にリリースされたこのアルバムはシカゴでヒットし、全米チャート192位を記録した。デイヴ・パープルとジェリー・ストーンはファースト・アルバムのリリース後に脱退。代わりにアイザック・ギロリーとレニー・カーリーが加入した。
続くシングルはあまり成功しなかったが、1967年8月、「It Could Be We're in Love」がシカゴのラジオ局、WLSとWCFLの両方で1位を獲得。セカンド・アルバムの制作を前に、ストーンがベトナム戦争に徴兵され、メンバー・チェンジが行われた。サイケデリック・ロックとスタジオ・アレンジを組み合わせた実験的なセカンド・アルバムは、チャート156位。彼らのプロダクションとヴォーカル・ハーモニーは改善され、それはアルバム・セールスにプラスに反映された。セカンド・アルバムのリリース後、ジム・フェアーズとデニス・コンロイが脱退。後任はデイヴ・カーターとアラン・ドーソンだった。
新体制で最後のアルバム『Synthesis』をリリース。このアルバムでは、ジャズの影響を受けたプログレッシブ・ロックの試みが目立った。このアルバムは前作を下回り、期待外れとされた。グループは1969年12月に解散したが、その後再結成し、ツアーを続けている。シェイムスは全国的な成功を収めることはなかったが、シングルやアルバムはシカゴ地区でよく売れた。ジム・「J.C.フック」・ピルスターとトム・ドゥーディ（トード）が、現在のラインナップに残る唯一のオリジナル・メンバーである。2001年6月にベーシストのデイヴ・パープルが死去、後任のアイザック・ギロリーは2000年12月31日に就任した。
2023年、イリノイ州ジョリエットの66号線沿いにあるイリノイ・ロックンロール博物館は、クライアン・シェイムスを殿堂入りさせた。J.C.フック・ピルスターは、「シュガー・アンド・スパイス」などの名曲を演奏しながら賞を受け取った。

## ディスコグラフィー

### シングル
| Year | Titles (A-side, B-side) Both sides from same album except where indicated (R): Tracks remixed for album inclusion | Label & number  | Chart positions | Chart positions | Chart positions | Album                |
| ---- | --- | --------------- | --------------- | --------------- | --------------- | -------------------- |
| Year | Titles (A-side, B-side) Both sides from same album except where indicated (R): Tracks remixed for album inclusion | Label & number  | Billboard       | Cashbox         | RPM             | Album                |
| 1966 | "Sugar and Spice" B-side: "Ben Franklin's Almanac"                                                                | Destination 624 | 49              | 52              | 49              | Sugar & Spice        |
| 1966 | "I Wanna Meet You" B-side: "We Could Be Happy"                                                                    | Columbia 43836  | 85              | 65              | 50              | Sugar & Spice        |
| 1967 | "Mr. Unreliable" (R) B-side: "Georgia" (Non-album track)                                                          | Columbia 44037  | 127             | -               | -               | A Scratch in the Sky |
| 1967 | "It Could Be We're in Love" (R) B-side: "I Was Lonely When" (R)                                                   | Columbia 44191  | 85              | 70              | -               | A Scratch in the Sky |
| 1968 | "Up on the Roof" (R) B-side: "The Sailing Ship" (R)                                                               | Columbia 44457  | 85              | 70              | -               | A Scratch in the Sky |
| 1968 | "Young Birds Fly" B-side: "Sunshine Psalm" (R -- from A Scratch in the Sky)                                       | Columbia 44545  | 99              | 86              | 77              | Non-album track      |
| 1968 | "Greenburg, Glickstein, Charles, David Smith & Jones" (R) B-side: "The Warm" (Non-album track)                    | Columbia 44638  | 115             | 73              | 82              | Synthesis            |
| 1969 | "First Train to California" (R) B-side: "A Master's Fool" (R)                                                     | Columbia 44759  | -               | -               | -               | Synthesis            |
| 1969 | "Rainmaker" B-side: "Bits and Pieces"                                                                             | Columbia 45027  | -               | -               | -               | Non-album tracks     |

### アルバム
| Year                          | Title                | Label & number                             | US chart positions |
| ----------------------------- | -------------------- | ------------------------------------------ | ------------------ |
| 1966                          | Sugar and Spice      | Columbia CL 2589 (Mono) / CS 9389 (Stereo) | BB #192            |
| 1967                          | A Scratch in the Sky | Columbia CL 2786 / CS 9586                 | BB #156 / CB #78   |
| 1968                          | Synthesis            | Columbia CS 9719                           | BB #184, CB #83    |
| BB = Billboard; CB = Cash Box |                      |                                            |                    |